# CinéGroupe

Logo CinéGroupe

CinéGroupe – studio filmów animowanych założone w 1974 roku, w Montrealu w Kanadzie, gdzie do dziś ma swoją główną siedzibę. Posiada także biura w Toronto i Los Angeles. Od 2001 roku produkują również seriale/filmy aktorskie. Ich produkcje wyświetlane były w ponad 125 państwach na całym świecie.

## Wybrane produkcje CinéGroupe wyświetlane w Polsce
- Ach, ten Andy! (What’s with Andy?) – Fox Kids/Jetix/Disney XD
- Banda Owidiusza (Ovide and the Gang) – TVP1
- Charlie Jade (Charlie Jade) – AXN
- David Copperfield (David Copperfield) – VHS
- Dzieciaki z klasy 402 (The Kids from Room 402) – Fox Kids/Jetix, Jetix Play
- Kosmoloty (Tripping the Rift) – AXN SciFi
- Księżniczka Sissi (Princess Sissi) – TVN, Fox Kids, Fox Kids Play/Jetix Play
- Latające misie (The Little Flying Bears) – TVP1
- Pinokio, przygoda w przyszłości (Pinocchio 3000) – Vision (kino, DVD)
- Prosiaczkowo (Pig City) – Fox Kids
- Przygody Kuby Guzika (Jim Button) – TVN, Fox Kids/Jetix, Fox Kids Play/Jetix Play
- Rodzina Tofu (The Tofus) – Jetix, Jetix Play
- Sharky i George (Sharky et Georges) – TVP1
- Wunschpunsch (Wounchpounch) – TVN, Fox Kids/Jetix, Jetix Play
- Zły pies (Bad Dog) – Fox Kids/Jetix, Jetix Play